# Tinagma dryadella
Tinagma dryadella är en fjärilsart som beskrevs av Frey. Tinagma dryadella ingår i släktet Tinagma och familjen skäckmalar. Inga underarter finns listade i Catalogue of Life.